# 力帆集团
力帆科技（集团）股份有限公司是一家位于中华人民共和国境内的民营企业，成立于1992年，总部位于重庆市，旗下与汽车相关的制造业主要有：轿车、客车、货车、厢型车（微车）、摩托车、内燃机、汽车电池、汽车发动机等产品。除此之外，力帆集团也从事运动鞋生产和葡萄酒酿造、股權投資、小額貸款等事业。

## 历史
1986年，47岁的尹明善下海創業，3年后即成為重慶最大的民營書商，賺到第一桶金後就進入電單車製造業。1992年，他投資20萬元人民幣（下同，約23萬港元）成立力帆集團，靠製造電單車打開局面，成為集合科研開發、發動機、電單車和汽車生產、銷售（包括出口）為主業，並集足球產業、金融證券於一體的大型民營企業。
2010年11月，力帆股份（601777）在上证所挂牌交易，尹明善家族持股市值111.66亿元。
2020年8月6日，力帆集團發布公告稱，控股股東重慶力帆控股有限公司，以其不能清償到期債務，資產不足以清償全部債務為由，向重慶市第五中級人民法院申請進行破產重整。。 力帆集團發布公告稱力帆股份股票於2020年8月24日停牌一個交易日，在8月25日恢復交易，股票被實施退市風險警示，簡稱改為：*ST力帆。2020年10月，力帆集團創辦人尹明善及妻陈巧凤、子女尹喜地和尹索微因涉嫌违规，被证监会立案调查。
2021年1月，力帆集团更名为力帆科技，引入满江红基金和吉利迈捷为投资人，由吉利控股集团董事、吉利科技集团CEO徐志豪出任董事长。5月，重启汽车业务。12月13日，吉利汽车与力帆共同投资设立合资公司。

## 汽车款式
- 力帆·320
- 力帆·520
- 力帆·520
- 力帆·520i
- 力帆·620
- 力帆·720
- 力帆·X50
- 力帆·X60
- 力帆·货车-1
- 力帆·货车-2